# Čínsko-vietnamská válka (1406–1428)
Čínsko-vietnamská válka probíhající v letech 1406-1428 byl konflikt mezi čínskou říší Ming a Vietnamem (státem Đại Việt). Cílem mingské říše bylo připojení Vietnamu, přechodně dosáhla úspěchu, nakonec však Vietnamci uhájili svou samostatnost.
Válku vyvolala změna vládnoucí dynastie ve Vietnamu. Říše Ming neuznala legitimitu nové dynastie Ho, nastolené roku 1400 a požadovala návrat předchozí dynastie Trần. Poté, co byly její požadavky odmítnuty, reagovala roku 1406 invazí do Vietnamu. Po jeho dobytí z obsazeného území vytvořila provincii Ťiao-č', která se stala čtrnáctou provincií mingské říše. Proti čínské nadvládě vypukla povstání vedená princi rodu Trần, byla poražena, ale další povstání vedené od roku 1418 Lê Lợim už Číňané nebyli schopni potlačit. V důsledku vojenských neúspěchů a pod tíhou výdajů na válku se nakonec mingská armáda roku 1428 z Vietnamu stáhla. Neúspěch ve Vietnamu podlomil autoritu říše Ming v jihovýchodní Asii.

## Cesta k válce
Đại Việt (tj. Vietnam, zahrnující ovšem pouze severní část dnešního Vietnamu) byl od 10. století na Číně politicky nezávislý, nicméně silně ovlivněný čínskou kulturou. Zakladatel čínské říše Ming, císař Chung-wu (vládl 1368–1398), považoval náklady na expanzi za vyšší než užitek plynoucí z připojení, pro něj, „barbarských a zaostalých“ zemí a proto zařadil Đại Việt mezi země, které nemají jeho nástupci dobývat.
V 90. letech 14. století císařové Đại Việtu z dynastie Trần ztratili moc ve prospěch ministra Lê Quý Ly (1335–1407, od roku 1400 Hồ Quý Ly). Ten vyvolal nevoli migské vlády, když překročil hranice na severu a obsadil okres S’-ming v Kuang-si, na jihu byl Vietnam opakovaně napadán Čampou až do roku 1390, kdy se Čamové stáhli poté, co jejich král padl v boji. Roku 1400, v době občanské války v Číně, Hồ Quý Ly svrhl dynastii Trần a prohlásil se císařem nové dynastie Hồ, přičemž název státu změnil na Đại Ngu. Roku 1402 abdikoval ve prospěch syna Hồ Hán Thươnga, moc však držel stále. V květnu 1403 vyslal do Nankingu k císaři říše Ming Jung-lemu poselstvo s žádostí o uznání vlády svého syna s odůvodněním, že předešlá dynastie vymřela a jeho syn byl synovec trầnského císaře.
V říjnu 1404 ale do Nankingu přijel Trần Thiên Bình, princ svržené dynastie, obvinil Hồ Quý Lya ze zrady právoplatného vládce a žádal o své nastolení na trůn. Císař roku 1405 uznal nárok Trần Thiên Bìnha a vyzval Hồ Quý Lya k témuž. Tomu nezbylo než se přiznat ke svým zločinům a souhlasit se znovunastolením Trầnů. Na jaře 1406 se Trần Thiên Bình vydal do Vietnamu, ale 4. dubna, vzápětí po překročení čínsko-vietnamské hranice, byl Hồovými Vietnamci i s většinou čínské eskorty zabit. Když zpráva o masakru dospěla do Nankingu, císař Jung-le, nepřátelsky naladěný vůči Vietnamcům kvůli vpádům do Čampy, Kuang-si a Jün-nanu, rozhodl o jejich potrestání.

## Válka

### Dobytí Vietnamu
Dne 11. května 1406 Jung-le jmenoval Ču Nenga, vévodu z Čcheng, velitelem trestné expedice a zkušené generály Čang Fua a Mu Šenga jeho zástupci. Ču Neng zemřel v listopadu, ještě před přechodem hranic, poté druzí dva veleli společně. V čele 215 tisíc mužů zaútočili z Jün-nanu a Kuang-si. Útok byl rychlý a úspěšný. 19. listopadu 1406 mingské oddíly překročily hranice a už 20. a 26. ledna 1407 dobyly obě hlavní města Vietnamu (Dong-do, Východní hlavní město, tj. dnešní Hanoj a Tay-do, Západní hlavní město).
Hồ Quý Ly s rodinou ustoupil na jih, kde zorganizoval novou armádu. Válka trvala ještě šest měsíců, než byl Hồ Quý Ly a jeho syn poraženi a 16. června 1407 zajati a odvedeni do Nankingu. Čang Fu shromáždil zbylé stoupence Trầnů a zorganizoval jejich petici za připojení Vietnamu k říši Ming. Jung-le, potěšený snadným vítězstvím, 5. července 1407 oficiálně začlenil Vietnam do mingské říše jako provincii Ťiao-č' a začal budovat administrativu. Čang Fu rozdrtil zbylý odpor a roku 1408 se s většinou armády vrátil do Číny.
Rychlé dobytí Vietnamu v letech 1406–1407 je mezi čínsko-vietnamskými konflikty od 10. do 20. století, ve kterých zpravidla Vietnam uhájil svou nezávislost, naprosto ojedinělé. Zhroucení vietnamské obrany přes pečlivou několikaletou (od roku 1401) přípravu ovlivnilo několik faktorů. Na straně obránců jejich averze vůči nové dynastii, nízká morálka a špatné velení Hồ Quý Lya. Na straně útočníků schopní generálové, zejména Čang Fu a kvalitní výzbroj mingských armád, především převaha ve střelných zbraních a dělostřelectvu. Střelné zbraně byly zvláště efektivní proti vietnamské pěchotě i slonům, v minulosti nebezpečné úderné síle. Mingští dělostřelci drtili vietnamské loďstvo v říčních bitvách.

### Mingská provincie
Vietnam byl nyní jako provincie Ťiao-č' součástí říše Ming, rovnocennou s ostatními provinciemi. Provincie byla rozdělena na 41 podprefektur a ty na 208 okresů. V čele provincie stál bývalý ministr Chuang Fu, který však měl s mingským dvorem problematické vztahy. Budovala se zde administrativa, složená jak z čínských, tak z vietnamských úředníků. Budoucí úředníci se vzdělávali v konfuciánských školách, kde vyučovali čínští učitelé. Obyvatelstvo bylo podrobeno daním a pracovním povinnostem obvyklým v Číně. Byly také zorganizovány kolonie vojenských rolníků, které ale nikdy nebyly schopny vyprodukovat dost potravin pro zásobování armády rozmístěné ve Vietnamu. Potraviny, výzbroj i výstroj musely být se značnými náklady dodávány z Číny. Naopak vietnamští odborníci byli odesíláni do Číny, už roku 1407 bylo do Nankingu posláno 7600 obchodníků a řemeslníků, vietnamský eunuch Žuan An byl hlavním architektem rozvrhujícím novou mingskou metropoli – Peking.
I po připojení k říši zůstal Vietnam pro Číňany cizí zemí, kam byli důstojníci posíláni za trest a místa v civilní správě mnohdy obsazována neúspěšnými kandidáty úřednických zkoušek.

### Protimingská povstání
V září 1408 Trần Ngỗi zahájil protičínský odboj a na obsazeném území vyhlásil obnovenou říši Đại Việt. K potlačení povstání byl do Vietnamu vyslán z Jün-nanu Mu Šeng. Ale povstalci využívali znalosti prostředí i podpory obyvatel a Mu Šengově armádě se ubránili. Začátkem 1409 se na bojišti objevil Čang Fu, kterému se v prosinci 1409 podařilo Trần Ngỗie porazit a zajmout, načež byl odvolán na mongolskou hranici.
Boje však neutichly – do čela rebelů se postavil Trần Quý Khoáng, synovec Trần Ngỗie. Mingský dvůr mu nabídl hodnost guvernéra provincie, ale Trần Quý Khoáng odmítl a válka trvala. Čang Fu se s posilami vrátil začátkem roku 1411, dvakrát porazil povstalce a dobyl jejich hlavní město Nghệ An (které Číňané ztratili už 1408). Boje však pokračovaly. Roku 1414 mingská vojska obsadila čtyři prefektury na jihu Vietnamu, v minulosti dobyté Vietnamci na Čampě. Neobratná mingská diplomacie ale zhoršila vztahy s Čampou, když odmítla její žádost o navrácení těchto území. Obrat ve válce nastal roku 1414, kdy byl (30. března 1414) Trần Quý Khoáng zajat. Poté vietnamský odpor zeslábl a roku 1416 byla většina mingské armády stažena.
Klid však dlouho nevydržel. Do Vietnamu byl vyslán eunuch Ma Čchi, jehož požadavky na mimořádné dávky a odvody vyvolaly nespokojenost obyvatelstva. Když v únoru 1417 přijel Li Pin náhradou za Čeng Fua, situace se už zhoršovala. Koncem roku 1417 se Vietnamci, mnohdy vojenští i civilní úředníci jmenovaní mingskou vládou, opět začali bouřit. Do čela rebelů se postavil Lê Lợi, který bojoval už pod Trần Quý Khoángem a nyní se prohlásil králem. Po prohraných bitvách (1419 a 1420) se obrátil ke guerillové taktice umožněné podporou obyvatel. Přes masívní nasazení vojsk Číňané nedokázali Vietnamce porazit. Roku 1422 zemřel Li Pin a o dva roky později i císař Jung-le, hlavní zastánce expanzívní politiky na migském dvoře.

### Vítězství Vietnamců
Císař Chung-si roku 1424 odvolal Chuang Fua, spravujícího provincii, nahradil ho Čchien Č', hrabě Žung z Čchang. Odvolání zkušeného a v provincii respektovaného guvernéra byla podle historiků hrubá chyba. Čchien Č' byl neúspěšný, vzhledem k problémům se zásobami a neznalosti místních poměrů, proto byl 8. května 1426 z rozhodnutí císaře Süan-te nahrazen generálem Wang Tchungem. Současně císař oznámil ministrům své rozhodnutí ukončit válku ve Vietnamu. Ministři Ťien I a Sia Jüan-ťi požadovali pokračování války, zatímco Jang Š'-čchi a Jang Žung podpořili císaře. Nakonec bylo rozhodnuto posílit armádu ve Vietnamu – o 20 tisíc vojáků z Číny a 30 tisíc Vietnamců naverbovaných na místě. Zmobilizováni byli i vojenští rolníci, což přineslo zhoršení zásobovací situace vojsk.
Nyní již armáda Lê Lợiho zesílila a ani výzbrojí nezaostávala na mingskými vojsky. která se z větší části skládala z Vietnamců vedených čínskými důstojníky. V zimě Lê Lợi zaútočil na mingské posádky a porazil je v několika bitvách, přičemž mingské síly ztratily desítky tisíc vojáků. V lednu 1427 císař rozhodl o vyslání silných posil do Vietnamu, jejich velitelem jmenoval Liou Šenga. Současně vyslal do Vietnamu Chuang Fua. V dubnu 1427 po několikaměsíčním obléhání Vietnamci dobyli pevnost Xuong-giang. Dobytí silně opevněného města znamenalo přelom ve válce – přechod od guerilly k regulérní armádě schopné otevřeně se postavit nepříteli. V září 1427, když se stopadesátitisícová Liou Šengova armáda přiblížila k hranicím, poslal Lê Lợi neočekávaně poselství k mingskému dvoru, ve kterém navrhl uznání Trần Cảoa, potomka dynastie Trần, jako panovníka, pokud Číňané zaručí Vietnamu autonomii. O několik dní později byla Liou Šengova armáda poražena a ztratila 70 tisíc mužů. Wang Tchung poté ze své vůle souhlasil s Lê Lợiovými podmínkami a začal ustupovat do Číny. Mingský dvůr se o Lê Lợiově nabídce dozvěděl až 16. listopadu, měsíc po Liou Šengově porážce. Ministři byli v názorech na konflikt rozděleni stejně jako dříve, ale císař Lê Lợiho návrh na restauraci dynastie Trần akceptoval a v prvních měsících roku 1428 mingský vojenský i civilní personál odešel z Vietnamu. Lê Lợi však po svém vítězství čínským vyslancům oznámil že Trần Cảo zemřel a vládnout bude sám. Navíc odmítl repatriaci zbylých čínských vojáků a úředníků.
Císař Süan-te požadoval restauraci dynastie Trần i roku 1428 a 1429. Až roku 1431 po obdržení pokorného dopisu Lê Lợiho uznal jeho vládu nad Vietnamem de facto (jako „správce záležitostí Annamu“, ne však jako krále). Teprve roku 1436 nový císař Jing-cung uznal Lê Lợiova nástupce panovníkem Vietnamu.
V důsledku čínské okupace Vietnamu byl obnovený vietnamský stát mnohem pokročilejší ve vojenské oblasti, zvláště co se týče kvality střelných zbraní, což mu umožnilo během 16. století rozhodnout věky trvající války s Čampou ve svůj prospěch. Dvacetileté přičlenění k říši Ming též hluboce zasáhlo vietnamskou kulturu a správní postupy.